# Баннер (Интернет)

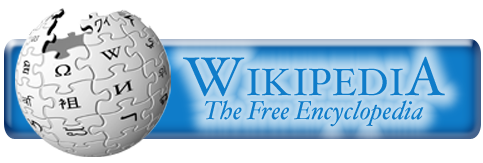
Типичный баннер

Баннер (англ. banner «транспарант») — графическое изображение рекламного характера, аналогичное рекламному модулю в прессе. Может быть как статичным изображением или даже текстом, так и содержать анимированные элементы (вплоть до видео и интерактивных объектов). Как правило, содержит гиперссылку на сайт рекламодателя или страницу с дополнительной информацией.

## История
Существует мнение, что первый баннер появился в 1994 году. На тот момент это была простая картинка, которая вела на рекламируемый сайт. Такой новый вид рекламы поначалу использовался просто для того, чтобы на страницах одного сайта прорекламировать другой сайт. Однако довольно скоро стало понятно, что сайт, рассказывающий о каких-либо товарах или услугах, может получать отчисления от производителей данных товаров или услуг за размещение на своих страницах их рекламы. Это привело к настоящему буму баннеров. Нередко создавались (и по сей день создаются) страницы, направленные только и исключительно на получение прибыли от баннерной (и других видов) рекламы. Чрезмерная эксплуатация графических изображений определённых форматов вынуждала рекламодателей придумывать все новые и новые неожиданные решения для привлечения внимания потенциальных клиентов: сначала рекламисты использовали необычные размеры баннеров («небоскребы», «кнопки»), затем анимацию (от простейших мигалок, до целых мультфильмов). Пользователи отвечали на эти ухищрения сначала всплеском интереса, а затем начинали игнорировать баннеры. В надежде на то, что пользователь найдет свою информацию, а потом посмотрит рекламу появились баннеры, открывающиеся в отдельном окне (Pop-up / Pop-under). Их кажущаяся рекламодателям успешность привела к тому что многие браузеры в наши дни по умолчанию блокируют все всплывающие окна, открытые без ведома пользователя. Рекламодатели тогда сменили политику, и теперь баннеры часто стали появляться непосредственно над содержимым страницы или даже вместо него (давая возможность пользователю после просмотра рекламы перейти к нужному содержимому). Пользовательская реакция была ещё жёстче — появились программы, блокирующие всю рекламу на сайте (например, Adblock, Ad Muncher, adguard). Однако развитие сетей и видов контента привело к появлению видео, которое стало возможным просматривать прямо на страницах сайта. Как следствие появились и видео-баннеры и реклама встраиваемая прямо в видеоролики, просматриваемые пользователями. Реклама сегодня пытается привлечь внимание пользователей интерактивными элементами, играми, видеороликами, элементами экспертных систем. Самый большой прирост эффективности современной баннерной рекламе дали технологии контекстного таргетинга, позволившие показывать пользователю только ту рекламу, которая совпадает по тематике с просматриваемой страницей. Все это не мешает многим пользователям и сегодня использовать блокирующие рекламу программы.

## Типы баннеров
Изобретательность рекламодателей не знает пределов и новые варианты баннерной рекламы появляются каждый день. На данный момент можно выделить следующие наиболее распространённые форматы баннеров:
| Тип баннера               | Описание                                                                                              |
| ------------------------- | --- |
| Статичные изображения     | В основном JPEG-файлы                                                                                 |
| Анимированные изображения | GIF-файлы, Flash-анимация (иногда — с видео внутри)                                                   |
| Richtext                  | Текстовые и текстово-графические блоки                                                                |
| Интерактивные             | Flash- или JavaScript-анимация с элементами взаимодействия с пользователем (например игра или анкета) |

## Размеры баннера
Очень важной характеристикой баннера является его размер в байтах, тот объём дискового пространства, которое файлы баннера занимают на сервере. Чем больше размер баннера, тем дольше баннер будет загружаться на компьютер конечного пользователя и тем меньше вероятность, что пользователь успеет посмотреть на него, прежде чем перейдет на другую страницу. Следовательно, размер баннера является одним из параметров его эффективности. Сайты, размещающие баннеры, обычно лимитируют размер их файлов. Однако с развитием технологий и все большим распространением широкополосного доступа к сети этот параметр стал все больше отходить на второй план и сегодня видео-баннеры уже являются обыденной реальностью, хотя ещё в начале 2000-х годов казались пользователям расточительной тратой трафика.

## Форматы баннера
За годы истории веб-рекламы появилось огромное количество рекламных форматов баннеров. Начиная от когда-то бывшего стандартом де-факто формата 468х60 точек, заканчивая баннерами для мобильных устройств или баннерами, закрывающими все окно браузера при наведении на активирующую область.

Наглядное представление некоторых размеров баннеров

| Размеры в пикселях                   | Наименование                                                                       |
| ------------------------------------ | ---------------------------------------------------------------------------------- |
| 88 x 31                              | микро полоса                                                                       |
| 100 x 100                            | квадратный маленький                                                               |
| 120 x 60                             | кнопка 2                                                                           |
| 120 x 90                             | кнопка 1                                                                           |
| 125 x 125                            | квадратная кнопка                                                                  |
| 120 x 240                            | вертикальный баннер                                                                |
| 120 x 600                            | небоскрёб                                                                          |
| 160 x 600                            | широкий небоскрёб                                                                  |
| 180 x 150                            | прямоугольник                                                                      |
| 234 x 60                             | половина длинного баннера                                                          |
| 240 x 400                            | вертикальный прямоугольник — самый распространённый сегодня формат.                |
| 250 x 250                            | всплывающий квадрат                                                                |
| 300 x 250                            | прямоугольник средней величины                                                     |
| 300 x 600                            | объявление на полстраницы                                                          |
| 336 x 280                            | большой прямоугольник                                                              |
| 468 x 60                             | длинный баннер                                                                     |
| 500 x 100                            | горизонтальный                                                                     |
| 600 x 90                             | горизонтальный средний                                                             |
| 728 x 90                             | горизонтальный (ведущий) длинный                                                   |
| Pop-up                               | Баннер, открывающийся в отдельном окне, перекрывающий изображения сайта.           |
| Pop-under                            | Баннер, открывающийся в отдельном окне, не перекрывающий изображения сайта.        |
| Float (по другим данным Reach-media) | Баннер, всплывающий над страницей сайта. Как правило имеет «крестик» для закрытия. |
| Top Line                             | Баннер-растяжка. Размещается во всю ширину страницы в верхней части страницы.      |
| «Расхлоп»                            | Баннер, увеличивающийся в размерах при наведении на него мыши                      |

## Основные задачи баннера
Задачи можно разделить на две группы:
- Задача продажи товара

1. Привлечь внимание. Это первоначальный необходимый результат работы баннера. Эта задача решается подбором содержимого. Приемлемый с точки зрения аудитории и потенциально одобряемый её членами вид содержимого безусловно должен вызывать положительную оценку у заказчика, если целью размещения является не размещение ради продажи факта размещения, а формирование положительного впечатления в массовом сознании аудитории.
2. Заинтересовать. Пробудить у клиента интерес к рекламируемому товару или услуге.
3. Подтолкнуть к переходу на сайт. Эта задача достигается с помощью элемента недосказанности в содержании баннера.
4. Побудить к действию, то есть к покупке товара или услуги на самом сайте (что является конечной целью рекламы). Эта задача налагается не на сайт, а прежде всего на информацию в баннере.

- Задача брендинга или имиджевая задача

1. Повысить узнаваемость бренда, логотипа компании, значка продукта
2. Составить положительное отношение к бренду, компании, продукту
3. и др.

## Параметры эффективности баннерной рекламы
Конечным показателем того или иного вида рекламы является увеличение продаж товаров или услуг, предлагаемых рекламодателем, то есть параметр ROI. Для оценки данного параметра а также стоимости баннерной рекламы расчёт базируют на следующих параметрах:
- Количество показов баннера — это основной параметр для рекламной кампании. Показы принято измерять тысячами и миллионами.
- Количество кликов — это второй, не менее важный, параметр, показывающий насколько реклама реально заинтересовала пользователей.
- CTR (click through rate) — это отношение количества кликов к количеству показов, измеряемое в процентах. Чем выше эта величина, тем эффективнее (к имиджевой рекламе не относится) считается баннер. Например, CTR = 2 % означает, что на каждые 100 показов баннера приходится 2 перехода на рекламируемый им веб-сайт. На заре становления Интернет-рекламы CTR в 1—2 % считался нормальным. Сейчас обычным для баннера считается CTR в 0,03—0,05 %. Как правило, меньшее значение свидетельствует о неудачности рекламы на баннере.
- Стоимость баннерной рекламы — конечная стоимость рекламной кампании.

Существуют и другие параметры эффективности, позволяющие отслеживать работу баннера и эффективно управлять ходом всей рекламной кампании.

## Типы тарификации
При расчёте стоимости рекламы используют различные метрики:
- CPI (cost per impression) — стоимость за 1 показ или CPM (cost per mille = cost per thousand impressions) — стоимость тысячи показов
- CPC (cost per click) — стоимость за 1 клик
- CPT (cost per time) — стоимость за временной период или CPD (cost per day) — стоимость за сутки показов
- CPO (cost per order) — стоимость за оформленный заказ (сколько рекламодатель заплатил за рекламу, чтобы привлечь один заказ.)

Для избегания перерасхода средств, при размещении баннеров на коммерческой основе, как правило устанавливаются квоты на количество показов и/или кликов по баннеру либо за все время кампании, либо за определённые периоды (например за час, сутки, неделю и пр.). Возможны другие виды квотирования — по бюджету, по показу для уникального пользователя и др.

## Типы размещения
В основном выделяются следующие виды размещений:
- Непосредственное размещение баннера на сайте
- Размещение баннера через баннерные сети:

1. сети баннерного обмена
2. коммерческие баннерные сети